# Threlkeldia
Threlkeldia là chi thực vật có hoa trong họ Amaranthaceae.